# Claire Verkoyen
Claire-Marie Beatrix Verkoyen (Willemstad (Curaçao), 26 april 1959) is een Curaçaose beeldhouwer en keramist. Werk van haar is onder meer te zien geweest in het Stedelijk Museum Amsterdam en het museum Boijmans van Beuningen.

## Leven en werk
Claire Verkoyen werd in 1959 geboren in Willemstad op Curaçao. Ze deed een opleiding richting art plastique aan de Universiteit van Parijs VIII en studeerde aan de Academie voor Beeldende Kunsten Sint-Joost in Breda. Tijdens haar opleidingen werkte ze vooral in sculpturen. In 1995 kwam ze in aanraking met keramiek tijdens het project actie/reactie bij de keramiekmaker Koninklijke Tichelaar in Makkum en begon ze met het maken van decoraties op porselein. In haar eigen atelier experimenteerde zij door van beenderporselein flinterdunne afgietsels te maken, simpel van vorm in dun gegoten porselein. Decoraties voor haar keramiek maakt ze als zeefdruk of als digitaal ontworpen en geprinte afbeeldingen.
Tijdens een bezoek aan Jingdezhen, een centrum van Chinese porseleinproductie importeerde Verkoyen flinterdunne porseleinen kommen om ze te bedrukken met lijntekeningen, gemaakt met speciale 3D-software. Het dunne porselein ziet zij als het canvas voor haar afbeeldingen. Deze kommen exposeerde ze in de groepsexpositie Dream out Loud in het Stedelijk Museum van Amsterdam.
Voor de tentoonstelling In Motion in het Keramiekmuseum Prinsessehof in Leeuwarden maakte Verkoyen een 7 meter lange installatie van digitale prints op porseleinen tegels.

## Tentoonstellingen
Werk van Claire Verkoyen werd onder meer tentoongesteld in het Stedelijk Museum Amsterdam, Boijmans van Beuningen, het Keramiekmuseum Princessehof Leeuwarden, CODA, Museum de Lakenhal en tentoonstellingen in Korea China, Parijs, Japan en de Verenigde Staten.

### Selectie van tentoonstellingen
- 2018 In Motion - Keramiekmuseum Princessehof Leeuwarden[7]
- 2016 Dream out Loud - Stedelijk Museum Amsterdam[9]
- 2016 Vernieuwd Verleden - CODA Museum Apeldoorn[3]
- 2012 Parelen, in kunst, natuur en dans - Museum De Lakenhal Leiden[10]
- 2008 5ème Salon - C14 Parijs
- 2007 Pretty Dutch - Keramiekmuseum Princessehof Leeuwarden[4]

- RKD-Nederlands Instituut voor Kunstgeschiedenis: 80425